# تپندگان
گروه «تپندگان» نخستین بار در سوم خرداد ماه ۱۳۹۷، زمانی ظاهر شد که سیستم‌های کامپیوتری فرودگاه بین‌المللی مشهد را هک کرده و بر روی مانیتورهای فرودگاه پیام‌های اعتراض‌آمیز و حمایت از مردم کازرون را پخش کرد. همچنین دو هفته بعد، شانزدهم خرداد ماه ۱۳۹۷، سیستم‌های کامپیوتری فرودگاه بین‌المللی تبریز را هک کرده و بر روی مانیتورهای فرودگاه پیام‌های اعتراض‌آمیز و حمایت از اعتصاب کامیونداران را پخش کرد.
این گروه با پست تصاویر و پیام‌های اعتراضی بر روی مانیتورهای فرودگاه‌ها مسئولان را مجبور به خاموش کردن دستی تک‌تک مانیتورها کرد. در هر دو فرودگاه مسئولان فرودگاه برای چندین ساعت مانیتورها را خاموش نگه داشته و برای عموم بیانیه عذرخواهی صادر کردند. مسئولان ذی‌ربط مدتی پس از گزارش حادثه توسط خبرگزاری‌های بین‌المللی و رسمی ایران خبر حمله سایبری را تأیید کردند.

## تاریخچه حملات هکری
حملات هکری در ایران اخیراً در حال افزایش است. در ماه اوت ۲۰۱۶ میلادی، کارشناسان حفاظت سایبری هشدار دادند که هکرها با هک حساب‌های کاربری تلگرام به مشخصات بانکی میلیون‌ها شهروند در ایران دسترسی یافته‌اند. هرچند، هنوز مشخص نیست که این یک هشدار کلی بوده یا تلاش گروه‌های تندرو در ایران برای متقاعد کردن مردم برای خروج از تلگرام و گرایش به سمت مهاجرت به پیامرسان‌های داخلی بوده‌است، جایی که مقامات دولتی دسترسی آسان به اطلاعات شخصی کاربران و مکاتبات آنها دارد.

### اولین هک: فرودگاه بین‌المللی شهید هاشمی‌نژاد مشهد
بنابر گزارش «اسوشیتد پرس» از تهران، خبرگزاری ایرنا گزارش داده‌است که گروه «تپندگان» موفق به اختلال در برنامه اعلانات در مانیتورهای فرودگاه بین‌المللی مشهد در عصر سوم خرداد ماه ۱۳۹۷ با جایگزینی آنها با تصاویر اعتراض‌آمیز برای چند ساعت شده‌است. منابع اعلام کردند که بر اساس تصاویر نمایش داده شده بر روی مانیتورها، این گروه به هدر دادن جان و بیت المال مردم ایران در غزه، لبنان و سوریه توسط سپاه پاسداران انقلاب اسلامی اعتراض کرده‌است.
این گروه همچنین ایمیل مدیر هواپیمایی محسن عیدی زاده را هک کرده و از آن به مدیران و کارمندان مربوط در مورد هک سیستم‌های کامپیوتری فرودگاه ایمیل ارسال کرده و آنها را در مورد آن حمله هکری مطلع کرده‌است. لازم است ذکر شود که اعتراضات سراسری سال ۱۳۹۷ در دی ماه ۱۳۹۶ در شهر مشهد آغاز شد و گروه تپندگان حمایت خود از اعتراضات مردم کازرون، در استان فارس، را در پیام‌های خود در مانیتورها اعلام کرد.
پیام هکرها بر روی مانیتورهای فرودگاه مشهد: «ما گروه «تپندگان» در یک اقدام اعتراض‌آمیز در این لحظات بر مانیتورهای فرودگاه مسلط شده‌ایم. خواهران و برادران، پنج ماه گذشته و سپاه پاسداران همچنان جان و بیت‌المال مردم ایران را در غزه، لبنان و سوریه به تباهی می‌دهد. تا کی؟! دیگر صدایمان را در گلو خفه نخواهند کرد! ما به مردم شریف کازرون می‌پیوندیم. این فقط آغاز اقدامات ماستو

### دومین هک: فرودگاه بین‌المللی شهید مدنی تبریز
به گزارش خبرگزاری دانشجویان ایران (ایسنا)، خبرگزاری رسمی ایرنا اعلام کرد که در شانزدهم خرداد ماه ۱۳۹۷، هکرها مانیتورهای فرودگاه بین‌المللی تبریز را مختل کرده و بر روی آنها پیام‌های اعتراض آمیز و حمایت خود از اعتصاب کامیونداران را پخش کردند. کامیونداران در ایران در چندین قسمت از کشور برای بیش از یک هفته از اول خرداد ماه ۱۳۹۷، با استفاده از رسانه‌های اجتماعی و با به اشتراک گذاشتن تصاویر خود از اعتراض به دستمزد کم و افزایش هزینه‌های کسب و کار، اعتصاب کردند.
در ارتباط با هک فرودگاه تبریز، سایت خبری باشگاه روزنامه‌نگاران جوان (YJC) گفت: «این واقعه چهارشنبه ساعت ۹:۳۰ بعد از ظهر به وقت محلی به وقوع پیوسته‌است. مصطفی صفایی، یکی از مسئولان فرودگاه تبریز روز بعد از حمله سایبری، تأیید کرد که مانیتورها پس از هک خاموش شده و مهندسین به سرعت سیستم را به حالت تعلیق درآوردند و این حادثه تحت بررسی بود.» گروه «تپندگان» مسئولیت هک کردن فرودگاه تبریز را در توئیت خود بر عهده گرفت و همزمان خبر این حادثه سریعاً در رسانه‌های اجتماعی با نام‌های مستعار نامعلوم، به دلیل ترس از مجازات سنگین، پخش شد.
پیام هکرها بر روی مانیتورهای تبریز: «ما گروه «تپندگان» در یک اقدام اعتراض آمیز دیگر در این لحظات بر سیستم‌های کامپیوتری فرودگاه مسلط شده‌ایم. دو هفته پیش در اعتراض به تباهی دادن جان و بیت‌المال مردم ایران توسط سپاه پاسداران بر سیستم‌های کامپیوتری فرودگاه مشهد مسلط شدیم و امروز با این اقدام حمایت خود را از اعتصاب‌کنندگان اعلام می‌کنیم. تا کی حکومت مطالبات مردم را برای بهبود وضعیت اقتصادی نادیده خواهد گرفت؟! تا کی؟! دیگر صدایمان را در گلو خفه نخواهند کرد و ما به این اقدامات ادامه خواهیم داد!»

### سومین هک: شهرداری تهران
گروه «تپندگان» ایمیل‌های مقامات جمهوری اسلامی را هک کرد. آنها حساب جیمیل شهرداری تهران را هک کرده و به همین ترتیب به حسابهای توئیتر و اینستگرام وارد شده و از طریق سیستم شهرداری به نمایندگان مجلس شورای اسلامی، از جمله علی لاریجانی رئیس مجلس، علی مطهری، محمود صادقی و ده اعضای مجلس دیگر، در مورد عدم مدیریت اقتصادی صحیح و نبود عدالت اجتماعی شکایت کرده و محاکمه افراد فاسد و پایان دادن به فساد گسترده در کشور را خواسته‌اند. گروه «تپندگان» خواستار مبارزه با فساد در نظام از طریق افشای اطلاعات مرتبط شده و همگان را به اطلاع‌رسانی و ارسال مدارک برای افشاگری فساد در نظام به ایمیل دعوت کرده‌است. (منبع: Kayhan-Life)

### چهارمین هک: صدا و سیمای جمهوری اسلامی و سفارت ایران در برلین
در ۲۸ دی ماه ۱۳۹۷ «گروه تپندگان ایمیل آقای زمانی کنسول ایران در برلین و سیستم‌های کامپیوتری صدا و سیما من جمله آقای عسگری رئیس صدا و سیما، معاون وی ابوطالبی و سید مهدی رئیس معاونت سیاسی صدا و سیما را هک کرده و از طریق آنها ایمیل و پیامک به رئیس مجلس و نمایندگان محترم، تمامی روسا و خبرنگاران صدا و سیما» فرستاد. بر اساس این گزارش، این ایمیل، ادعا می‌کند که «هدف از این اقدام افشای اطلاعات سری دریافتی» در مورد «انتقال ماهیانه ۱۸۰ میلیارد تومان (بالغ بر سالیانه دو ترلیون تومان) نقداً به دلار» به حزب‌الله، با تأیید وزیر امور خارجه جواد ظریف و توسط شیرخدایی مشاور ارشد ظریف، تیم ویژه و سفیر ایران در بیروت است. (منبع: آسیا اونلاین)
این گروه ادعا می‌کند که این اطلاعات «از طریق هک سیستم‌های کامپیوتری صدا و سیمای جمهوری اسلامی و ایمیل کنسول ایران در برلین به دست آمده‌است». (منبع: کیهان لندن) گروه «تپندگان» ظریف را به پولشویی متهم کرد و این در حالیست که ظریف اخیراً وزارتخانه‌ها و عوامل مختلف در ایران را متهم به پولشوئی کرده بود. AsiaOnline.ir کل ایمیل که توسط گروه «تپندگان» فرستاده شده‌است را منتشر کرد

## پنجمین هک: هک مجدداً فرودگاه مشهد
گروه تپندگان چهارشنبه ۲۱ فروردین با انتشار اطلاعیه‌ای اعلام کردند که مجدداً بر کامپیوترهای فرودگاه مشهد مسلط شده‌اند. در این اطلاعیه گفته شد: «ما گروه تپندگان در این لحظات بر سیستم‌های کامپیوتری فرودگاه مشهد مسلط شده تا اعتراضمان را به گوش همگان برسانیم. ما ملت ایران قربانیان این سیل ویرانگر هستیم و نظام به جای نجات جانمان، دیگران را مقصر ناکارآمدی خود می‌داند. یک سال از اعتراضمان می‌گذرد و گرانی و فساد در کشور همچنان بیداد می‌کند. نه حاکم، نه دولت، نیستند به فکر ملت.»

## ششمین هک: هک سایت سازمان تأمین اجتماعی در تاریخ: ۱۳۹۸/۰۳/۰۹
خطر ورشکستگی سازمان تأمین اجتماعی!
ما گروه تپندگان تصمیم به هک سیستم کامپیوتری سازمان تأمین اجتماعی گرفتیم تا این بار خودمان به دنبال شرایط اسفبار مردم ایران وضعیت این سازمان را بررسی کنیم. طبق یکی از مدارک محرمانه ای که از این هک به دست آورده‌ایم و در اینجا افشاء می‌کنیم، به دنبال مدیریت اقتصادی ناکار آمد مسئولان کشور وضعیت اقتصادیمان در وضع اسفباری به سر می‌برد تا آنجایی که سازمان تأمین اجتماعی با بدهی بانکی ۳۹ هزار میلیارد تومانی و آن هم قبل از ضررهای وارده از سیلهای اخیر دست و پنجه نرم کرده و در آینده نزدیک ورشکست خواهد شد. با فروپاشی این سازمان که ۴۲ میلیون شهروند را تحت پوشش دارد، اقشار زحمتکش، جوان و مستمری‌بگیران نیز فرو خواهند پاشید. واقعاً مقصر کیست؟ دولتی که باید خدمتگزار ملت باشد خود چهار برابر بدهی بانکی این سازمان را که بالغ بر ۱۸۰ هزار میلیارد تومان می‌باشد به سازمان تأمین اجتماعی بدهکار است و مسئولان ذی‌ربط ما را نادیده گرفته و به ما پشت می‌کنند. تا کی؟!
«نه رهبر، نه دولت، نیستند به فکر ملت»

### مدارک منتشرشده
1. گروه «تپندگان» در ویدیویی در یوتیوب «خبر از نفوذ به کل شبکه‌های کامپیوتر کشور داده و مدعی شد تمام ایمیل‌های مرتبط با مدیران و کارمندان فرودگاه‌های کشور در اختیار آنان قرار گرفته‌است.» اسناد منتشرشده توسط گروه نشان می‌دهد که مقامات ایران نگران توانایی «تپندگان» برای هک کردن سیستم‌های کامپیوتری هستند. ارگان‌های دولتی، موسسات مالی و ارتش از پرسنل مسئول مربوط خواستند تا سریعاً آنها را بررسی کنند.[۵] (منبع: کیهان لندن)
2. در یازدهم مرداد ماه ۱۳۹۷، گروه «تپندگان» با انتشار نامه ای دریافتی ادعا کرد که وزارتخانه‌ها و سپاه پاسداران دستور مستقیم رهبر ایران به منظور کاهش و محدود کردن دخالت سپاه پاسداران در کنترل بخش خصوصی و اقتصاد، را نادیده گرفته‌اند. اطلاعات نشت شده شامل اسامی شرکت‌های تابعه سپاه پاسداران بود که به عنوان شرکت‌های خصوصی فعالیت می‌کردند. (منبع: کیهان لندن)[۱۶]
3. در ۲۹ مرداد ماه ۱۳۹۷، گروه «تپندگان» یک سند سری که به گروه منتقل شده بود را فاش کرد، که حاوی خبر خرید هتل مجلل توس در شهر مشهد توسط سپاه پاسداران به قیمت ۱۲۰ میلیارد تومان (۲۸ میلیون دلار) برای سیاحت فرماندهان سپاه بود. این خرید همزمان با اعتراضات سراسری سال ۱۳۹۷ به وضعیت اقتصادی انجام شد. (منبع: آمد نیوز)[۱۷]
4. در ۲۴ مهر ماه ۱۳۹۷، گروه «تپندگان» در توئیتر قراردادی محرمانه میان سپاه پاسداران و بشار اسد رئیس‌جمهور سوریه جهت استخراج فسفات سوریه توسط سپاه به مدت ۵۰ سال در عوض ۳۰ میلیارد دلار بدهی اسد به جمهوری اسلامی را افشا کرد. [۱۸]